# رقص آسما کسمه
آسما کسمه (به ترکی آذربایجانی: Asma Kəsmə) از جمله رقص‌های فولکلوریک قدیمی اهالی آذربایجان و از قدیمیترین رقصهای مرسوم در عروسی می‌باشد.
نام‌گذاری آن به این دلیل است که عروس را به همراه صدای موسیقی "آسما کسمه" به خانه داماد میآورند وبا آن زنان مشایعت‌کننده عروس در مقابل او میرقصند. سرعت رقص آرام است. کمی افراط‌آمیز و به‌شکل پرشی است. 

## منبع
آذربایجان و رقص‌های دنیا